# Kluisbergen
Kluisbergen är en kommun i Belgien.   Den ligger i provinsen Östflandern och regionen Flandern, i den västra delen av landet, 60 km väster om huvudstaden Bryssel. Antalet invånare är 6 461. Arean är 30 kvadratkilometer.
Terrängen i Kluisbergen är platt.
Trakten runt Kluisbergen består till största delen av jordbruksmark. Runt Kluisbergen är det tätbefolkat, med 331 invånare per kvadratkilometer.